# Skupinové role
Skupinové role jsou role (způsoby chování), které jsou aktuální pouze ve skupině. Každý člověk k nějaké roli intuitivně tíhne, má nějakou „oblíbenou“ roli a poté i sekundární nebo terciární (více obvykle ne). Role se samozřejmě mohou kumulovat. Pro určování preferencí se používá např. Belbinův test.

## Druhy rolí
Role v týmu se dají rozdělit např. na význam, který pro skupinu mají. Je třeba zdůraznit, že všechny níže uvedené role jsou pro efektivní funkci týmu potřeba.
- Výkonové role (task roles) – role orientované na provedení úkolů. Člověk, který má jednu z výkonových rolí, se stará o funkčnost skupiny, její produktivitu, úkoluje atd.

- Socioemocionální role (socioemotional roles) – slouží spíše pro stmelování týmu, udržování morálky nebo dobré nálady.

## Role ve skupině
Pro skupinové role existuje několik konceptualizací (Belbin, Bales, Berne, .). Zde uvádíme jejich syntézu dle dělení na kognitivní (mentální), afektivní (sociální) a behaviorální (akční):
- Mentální (symbol – hlava)
  - Specialista (Specialist)
  - Inovátor, Iniciátor (Plant – EN, Innovator – US)
  - Monitor – Vyhodnocovač, Analytik, specialista (Monitor - Evaluator)
- Akční (symbol – ruce)
  - Usměrňovač, Formovač, Kritik (Shaper)
  - Realizátor (Implementer)
  - Dotahovač, Kompletovač – Finišer (Completer - Finisher)
- Sociální (symbol – srdce)
  - Koordinátor (Coordinator)
  - Harmonizátor, Týmový pracovník (Team Worker)
  - Vyhledávač zdrojů (Resource Investigator)

Někdy bývají uváděny další role, které ale nejsou zcela „týmové“ – protože vnitřní motiv jejich nositele není skupinový, ale individuální:
- Nosič vody (hledá komu by pomohl)
- Travič studní (vytváří „zlou náladu“, podporuje intriky)